# Namaqua-Nationalpark
Der Namaqua-Nationalpark (englisch Namaqua National Park) befindet sich in der Provinz Nordkap von Südafrika. Der Park schützt die typische Namaqualand-Landschaft mit einer großen Vielzahl von Sukkulenten (wie Crassula, Adromischus, Pelargonien, Stapelien) sowie Zwiebelpflanzen. Viele dieser Pflanzen sind hier endemisch.
In den Monaten August und September überzieht sich nach dem Winterregen das graue bis braune Land mit einem scheinbaren Teppich aus Millionen blühender Pflanzen. Dann ist auf dem mit einem normalen PKW befahrbaren Rundweg und auf den Wanderwegen auch mit vielen Besuchern zu rechnen, für den Rest des Jahres ist man als Besucher meist alleine mit der Landschaft.
Zum Nationalpark gehört auch ein Meeresschutzgebiet, das Namaqua National Park Marine Protected Area (MPA). Diese Schutzzone liegt vor der Küstenlinie am Atlantik und besteht seit dem 1. August 2019.

## Fauna und Flora
Im Park sind mehr als 3000 Pflanzenspezies heimisch.
Die Tierwelt wird dominiert von den Vögeln mit über 150 Arten, gefolgt von den Säugetieren (ca. 50 Arten) und den Reptilien (ca. 30 Arten). Die kleinste Schildkrötenart der Welt Homopus signatus ist hier ebenfalls heimisch.

## Klima
Der Park liegt in der Winterregenregion von Südafrika; die meisten Niederschläge gibt es von Juni bis August. Dann kann es nachts auch empfindlich kalt werden, mit Temperaturen um den Gefrierpunkt. Bedingt durch die höhere Lage und die umgebenden Berge fängt sich außerhalb der Regenzeit hier auch oft der nächtliche Nebel, der von der Küste landeinwärts zieht.

## Geschichte
Der Anfang des Nationalparks war die 1988 durch den WWF South Africa gegründete frühere Skilpad Wildflower Reserve mit 930 ha. Später wurde nach Aufkäufen von Farmland und Besitz der de Beers Company die Größe von 68.000 ha erreicht und das Gebiet erhielt den Status eines Nationalparks und den heutigen Namen. Im November 2008 kamen nochmals 36.000 ha als Dauerleihgabe (2 × 99 Jahre) aus dem de Beers Besitz dazu.

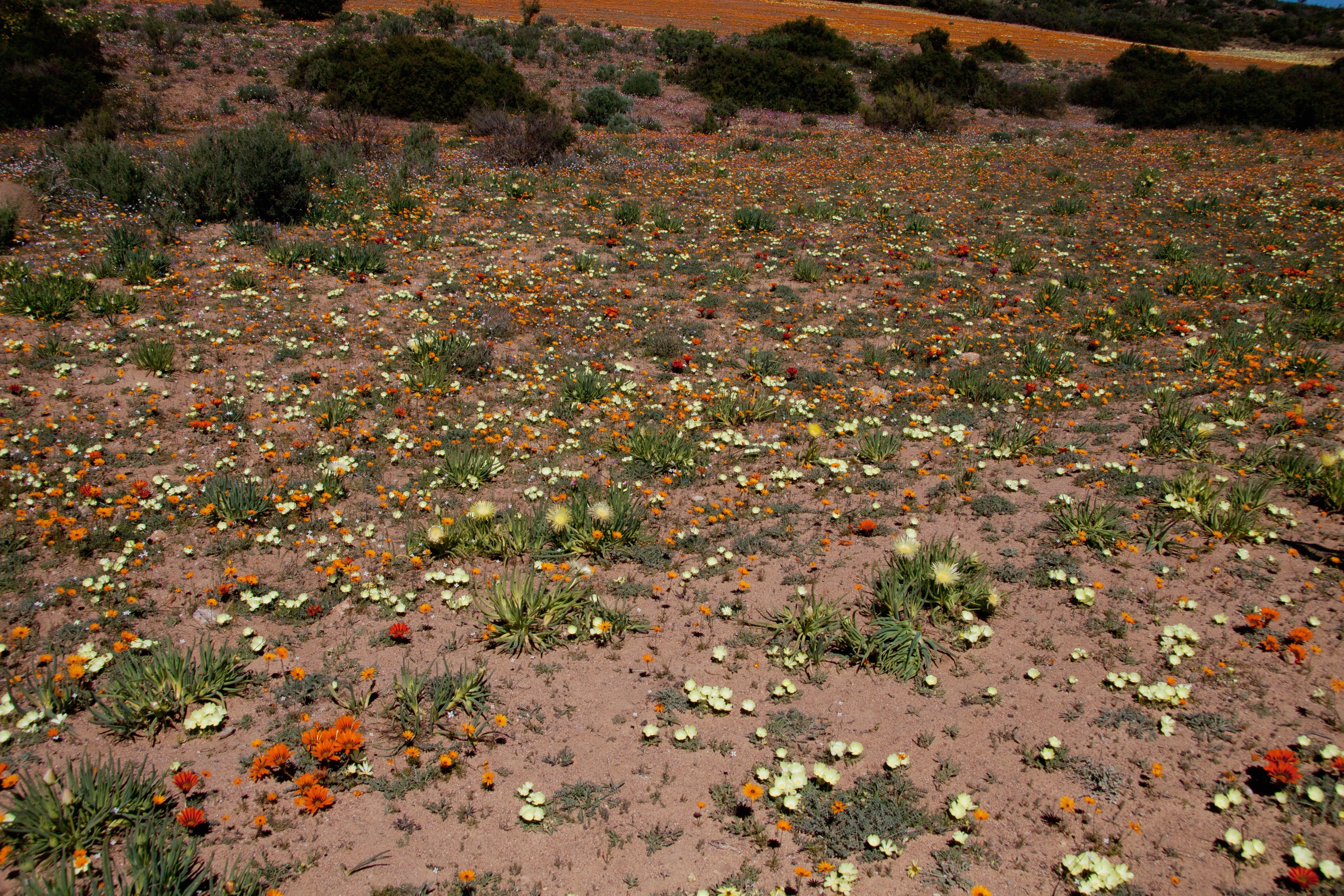
Frühlingsblüte im Park
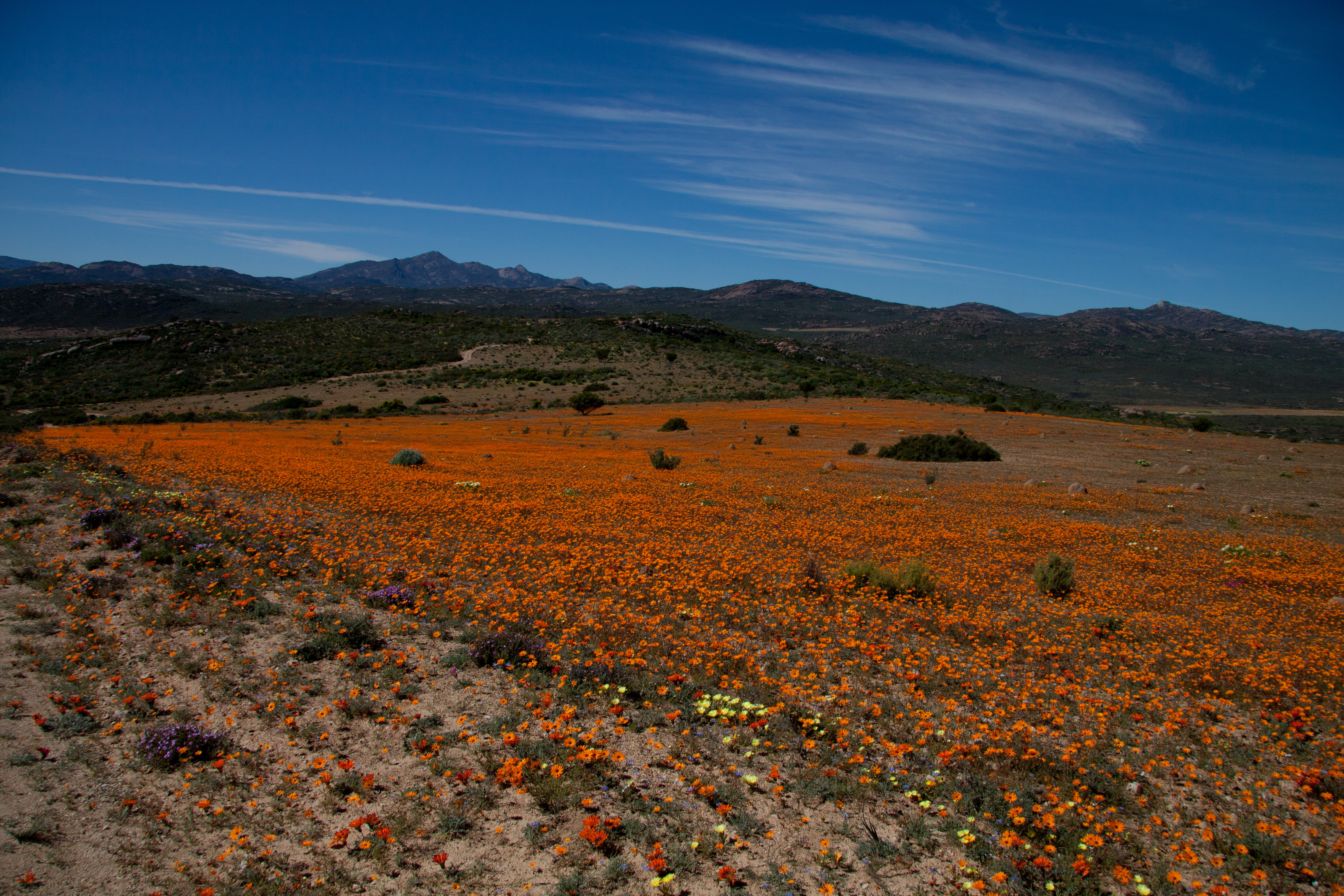
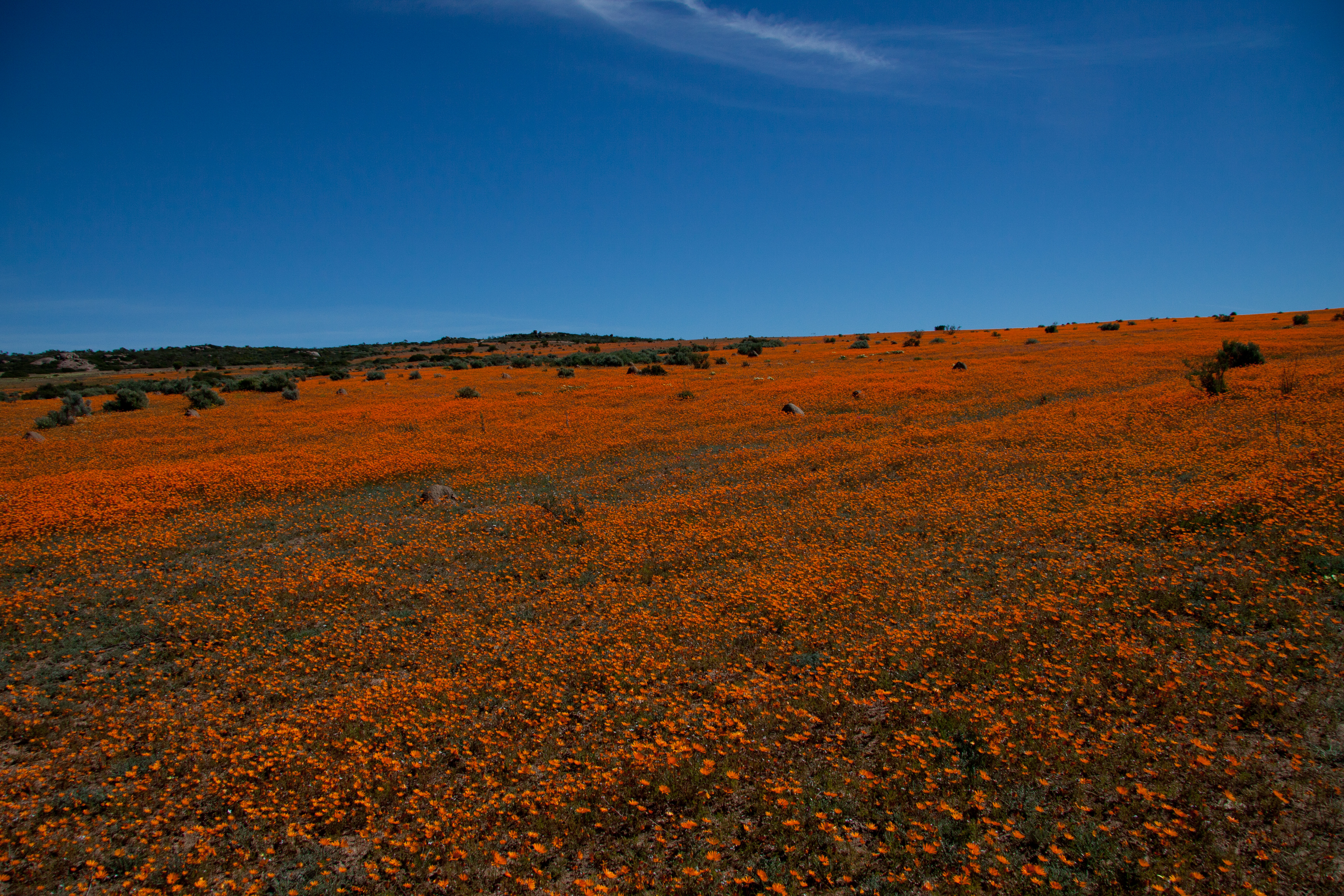